# 奥费纳
奥费纳（義大利語：Ofena），是意大利阿奎拉省的一个市镇。总面积36.81平方公里，人口578人，人口密度15.7人/平方公里（2009年）。ISTAT代码为066060。